# Bnej Akiva
Bnej Akiva (hebrejsky: בני עקיבא, doslova "Synové Akivy", anglicky: Bnei Akiva) je mezinárodní sionistická, nábožensky orientovaná organizace židovské mládeže. Pojmenovaná je podle starověkého židovského učence Akivy ben Josefa.

## Historie
Organizace Bnej Akiva byla založena v Jeruzalému roku 1929 jako satelitní organizace náboženského hnutí ha-Po'el ha-Mizrachi. Už během 30. let 20. století se členové organizace zapojili do osidlovací politiky v tehdejší mandátní Palestině. Roku 1931 byla založena skupina (kvuca) v Kfar Avraham poblíž Petach Tikva, která měla připravovat mladé Židy na zakládání vlastních komunit. Výcvikové centrum v Kfar Avraham bylo sice po třech letech zrušeno, ale už v roce 1938 se skupina členů Bnej Akiva začala připravovat v osadě Kfar Gid'on. V roce 1940 pak školení pokračovalo v osadách Tirat Cvi a Sde Elijahu. Roku 1941 pak tito členové Bnej Akiva založili provizorní osadu poblíž města Netanja. Roku 1947 založili kibuc Sa'ad v severním Negevu - první osadu, jejímiž zakladateli byli členové Bnej Akiva. Bnej Akiva je tímto historicky napojená na organizaci náboženských kibuců ha-Kibuc ha-Dati

Kromě osidlovací politiky se Bnej Akiva zaměřovala i na náboženskou výuku. V roce 1940 vznikla ve vesnici Kfar ha-Ro'e ješiva, která se pak stala vzorem pro podobně zakládané ješivy a ulpanot (dívčí ješivy). V těchto institucích se kombinovala náboženská výuka s instruktáží o ideálech sionismu a také s vojenskou přípravou (speciální hesder ješivy).

## Současnost
V roce 1963 měla organizace Bnej Akiva v Izraeli 16 500 členů.
. V roce 1995 mělo hnutí v Izraeli 300 místních organizací (silná přítomnost zejména v osadách na Západním břehu Jordánu) s více než 50 000 členy. Jejich počet do roku 2004 narostl na 75 000. V současnosti v Izraeli funguje 15 ješiv Bnej Akivy a 9 ulpanot.

## Zahraniční aktivity
V roce 1954 byla založena mezinárodní Bnej Akiva. V roce 1995 už v ní působilo cca 45 000 členů v téměř 100 místních organizacích. Část zahraničních členů završuje své členství trvalým přestěhováním do Izraele.